# Jan Pištěk (herec)
Jan Pištěk (17. dubna 1847 Praha – 5. dubna 1907 Královské Vinohrady) byl český herec a operní pěvec, majitel a ředitel divadelní společnosti, režisér; první ředitel Národního divadla v Brně.

## Životopis
Absolvoval Pražskou konzervatoř, kde studoval operní zpěv a Pivodovu pěveckou školu. Poprvé vystoupil v Praze v roce 1872 v Teatro salone italiano  v roli Manrica v Troubaduru od Giuseppeho Verdiho. Byl členem plzeňského divadelního souboru Pavla Švandy ze Semčic. V roce 1874 (po sporech se Švandou) z tohoto angažmá odešel, vystupoval krátce na scénách v Rusku a do vlasti se vrátil v roce 1876. Stal se kapelníkem a zpěvákem – jeho řediteli byli Josef Faltys a Josef Emil Kramuele. U Kramueleho několikrát vystoupil v jeho vinohradské aréně v Kravíně a mimo hlavní sezónu s ním jezdil po Čechách. Ve svých třiceti letech (1877) založil vlastní divadelní společnost s názvem „Operní, operetní a činoherní společnost Jana Pištěka“ (od roku 1898 „Pištěkovo lidové divadlo“), se kterou působil v Praze, v Plzni, v Brně i jinde. Repertoár jeho divadla byl zaměřen na lidového diváka, uváděl zejména veselohry, frašky a zpěvohry. Na počátku 20. století rostl zájem o tento zábavní žánr a tak i sám Pištěk sháněl nové divadelní autory. Jedním z nich byl i dramatik Otto Faster, který využil jeho rady i návrhy a přistoupil na spolupráci. Vznikly a byly uvedeny nové české lidové zpěvohry, které oslovily nejširší vrstvy diváků, zejména Pražanů.
V Praze na místě zchátralé divadelní scény V lesíku dal v roce 1882 postavit letní divadlo, které posléze bylo v provozu po deset let; v roce 1893 dal postavit velkou letní arénu – Lidové divadlo na Královských Vinohradech zvané Pištěkárna (poblíž vinohradské vodárny). V letech 1918–1919 ho vedl jeho syn, mladý Theodor Pištěk a pak do arény přešla z Divadla na Vinohradech Vinohradská zpěvohra – opera a opereta.

## Osobní život
Pištěk se v roce 1869 oženil s Marií Votýpkovou (1844–1888), se kterou měl dcery Marii (* 1861) a Zdenku (* 1869), která jako herečka vystupovala pod svým příjmením Bullantová. Po ovdovění se oženil podruhé, s herečkou Marií Kočerskou (1854–1945), která vystupovala pod uměleckými jmény Žižkovská nebo Slánská, s ní měl syny Theodora a Jana. Theodor Pištěk (1895–1960) byl později známý divadelní a filmový herec.

## V Plzni
V Plzni působil nejen jako herec – člen Švandova souboru, ale také jako ředitel místního divadla. Když v roce 1875 odešel z funkce Pavel Švanda, nastoupili na místo ředitele během šesti let postupně J. E. Kramuele, Jan Pištěk a znovu Pavel Švanda. A opět po něm, v roce 1886, se vedení ujal na tři roky on sám. Jeho vedení v těchto letech znamenalo pro plzeňskou operu kvalitativní posun také tím, že kapelníkem divadelního orchestru se stal Karel Kovařovic. V jeho nastudování uvedlo plzeňské divadlo poprvé Prodanou nevěstu v plné podobě (1886).
Ještě jednou se ředitelem divadla stal Vendelín Budil (1889–1890) a půlku sezóny 1890/1891. Pištěk byl plzeňským ředitelem na zbytek sezóny 1890/1891 a naposledy byl v Plzni v sezóně (1891–1892).
Od něj pak umělecké vedení převzal Pavel Švanda mladší, který spolu s kapelníkem Antonínem Kottem pokračoval v jeho předešlé náročné dramaturgii.

## V Praze
Divadelník J. E. Kramuele postavil v roce 1868 na Vinohradech na místě usedlosti Bál Arénu v Kravíně, ve které hrál pravidelně od jara do podzimu. Aréna byla dřevěná a neměla zastřešení. Nacházelo se v ní 6 lóží, v přízemí měla 340 míst, počet sedadel na tribunách a na galerii byl 214, pak byla místa k stání. Vešlo se do ní přibližně 1000 diváků. V roce 1874 musel Kramuele arénu opravit, ale neměl dost peněz na řádnou opravu. O dva roky později byly nařízeny opravy, které společně se silnou konkurencí ještě více zhoršily Kramueleho finanční situaci – koncem září byl nucen arénu opustit. Aréna v Kravíně přešla do dražby. Pištěk roku 1877 získal vlastní divadelní koncesi a na radu Františka Ferdinanda Šamberka následujícího roku arénu v Kravíně převzal.

## V Brně
Působil také v Brně, kde se stal 6. prosince 1884 prvním ředitelem Národního divadla v Brně (v roce 1884 se otevřelo Prozatímní Národní divadlo v Brně). Pištěkova společnost byla v Divadle na Veveří jen jednu sezonu, v letech 1885 až 1893 stáli v čele divadla postupně Fr. Pokorný, Pavel Švanda ze Semčic starší, L. Chmelenský, V. Hübner a Vendelín Budil. Někteří herci jeho „ansámblu“ zůstali v Brně a stali se členy tamních společností, do jím vedeného souboru se pak vrátili v roce 1893, kdy se do Brna vrátil a od Vendelína Budila převzal ředitelské místo; divadlo vedl (s výjimkou sezóny 1896–1897, kdy umělecké vedení měl Pavel Švanda mladší) až do roku 1898.
Jako ředitel přinesl ve svém repertoáru zajímavé novinky, zejména v hudebním repertoáru (např. Smetanovu Prodanou nevěstu (v roce 1879), s doprovodem klavíru, on sám v ní zpíval roli Vaška.
Výrazně se zasloužil o rozvoj českého (nejen lidového) divadla zejména na přelomu 19. a 20. století. Zemřel 5. dubna 1907 na Královských Vinohradech u Prahy ve věku 60 let a byl pohřben na Vinohradském hřbitově.